# قائمة العراقيين المطلوبين لدى الولايات المتحدة

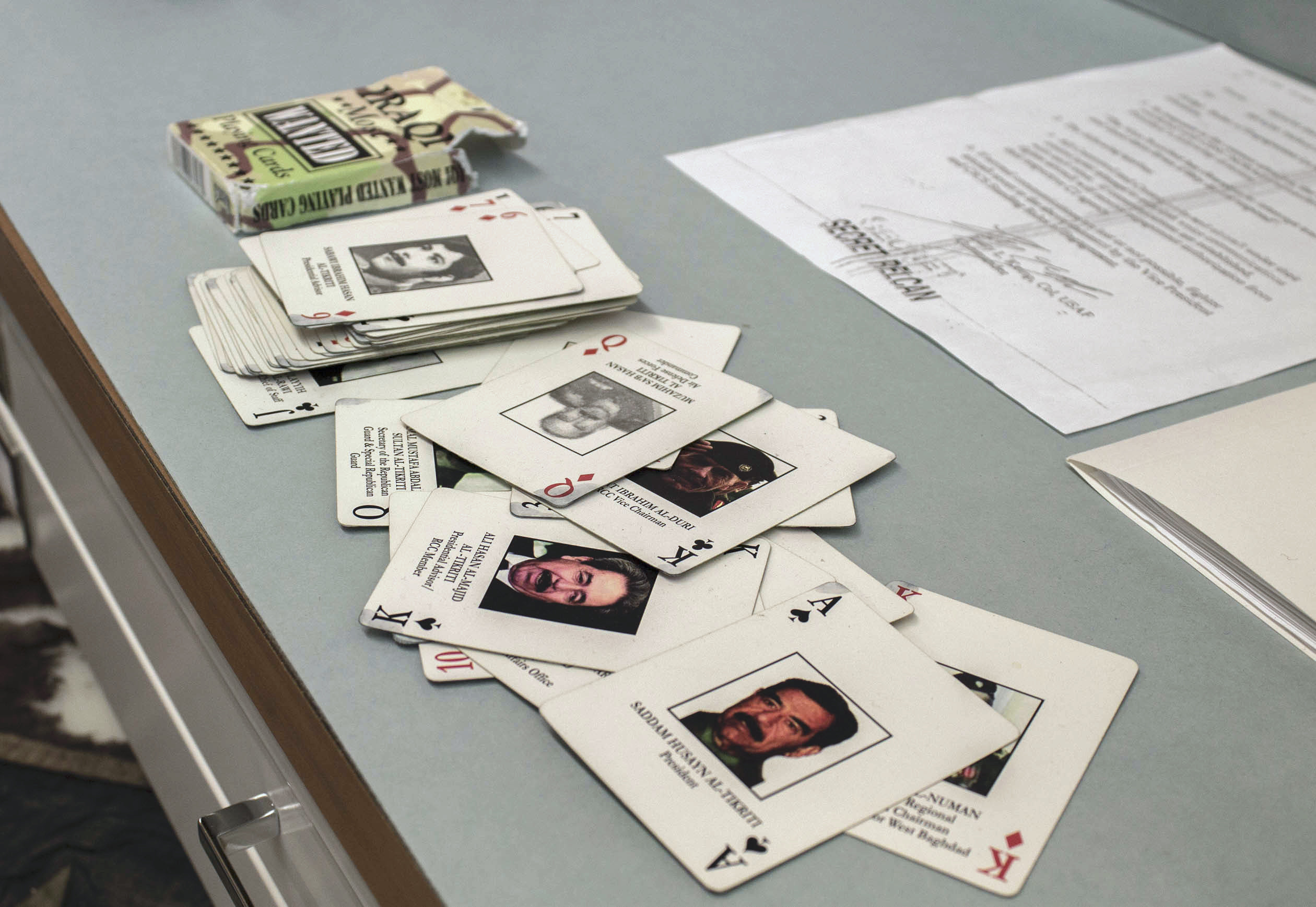
أوراق اللعب التي تحمل صور المطلوبين العراقيين على طاولة في دائرة الأرشيف في متحف الجيش الوطني في ولاية لويزيانا الأمريكية

في نيسان/أبريل 2003، وضعت الولايات المتحدة الأمريكية قائمة بالمطلوبين العراقيين، تتألف من 55 عضوا من النظام العراقي السابق مطلوب القبض عليهم. قائمة تحولت إلى مجموعة من أوراق اللعب من أجل توزيعها على قوات الولايات المتحدة. في وقت لاحق من العام نفسه أعيد ترقيم القائمة لتناسب الترتيب في أوراق اللعب (انظر المطلوبين العراقيين أوراق اللعب).
بلغ عدد الذين قتلوا في القائمة خمسة وأبرزهم: عدي صدام حسين، وقصي صدام حسين، وعدد الفارين اثنين، أبرزهم رافع عبد اللطيف طلفاح التكريتي، وعدد مجهولي المصير ثلاثة. وعدد الذين أُطلق سراحهم أحد عشر، أما عدد المحكومين بالإعدام فهم ثلاثة عشر: أبرزهم صدام حسين، وطه ياسين رمضان، وعلي حسن المجيد، وطارق عزيز، منهم خمسة نُفذ عليهم حكم الإعدام، ومنهم أربعة توفوا بمرض السرطان بعد أن حكم عليهم بالإعدام، أما البقية لم ينفذ بهم حكم الإعدام ويبلغ عددهم أربعة، وعدد الذين ألقي القبض عليهم ولم يتوفوا أو يحاكموا هو تسعة، وعدد المتوفين أربعة عشر.

## قائمة
| قبض عليه/استسلم (في الحبس محكوم أو موقوف) | قبض عليه/استسلم (في الحبس محكوم أو موقوف) | قبض عليه/استسلم (في الحبس محكوم أو موقوف) | قبض عليه/استسلم (في الحبس محكوم أو موقوف) | قبض عليه/استسلم (في الحبس محكوم أو موقوف) | قبض عليه/استسلم (في الحبس محكوم أو موقوف) | قبض عليه/استسلم (في الحبس محكوم أو موقوف) | قبض عليه/استسلم (في الحبس محكوم أو موقوف) | قبض عليه/استسلم (في الحبس محكوم أو موقوف) | قبض عليه/استسلم (في الحبس محكوم أو موقوف) | قبض عليه/استسلم (في الحبس محكوم أو موقوف) | قبض عليه/استسلم (في الحبس محكوم أو موقوف) | قبض عليه/استسلم (في الحبس محكوم أو موقوف) | قبض عليه/استسلم (في الحبس محكوم أو موقوف) | قبض عليه/استسلم (في الحبس محكوم أو موقوف) | قبض عليه/استسلم (في الحبس محكوم أو موقوف) | قبض عليه/استسلم (في الحبس محكوم أو موقوف) | قبض عليه/استسلم (في الحبس محكوم أو موقوف) | قبض عليه/استسلم (في الحبس محكوم أو موقوف) | قبض عليه/استسلم (في الحبس محكوم أو موقوف) | قبض عليه/استسلم (في الحبس محكوم أو موقوف) | قبض عليه/استسلم (في الحبس محكوم أو موقوف) | قبض عليه/استسلم (في الحبس محكوم أو موقوف) | قبض عليه/استسلم (في الحبس محكوم أو موقوف) | قبض عليه/استسلم (في الحبس محكوم أو موقوف) | قبض عليه/استسلم (في الحبس محكوم أو موقوف) | قبض عليه/استسلم (في الحبس محكوم أو موقوف) | قبض عليه/استسلم (في الحبس محكوم أو موقوف) | قبض عليه/استسلم (في الحبس محكوم أو موقوف) | قبض عليه/استسلم (في الحبس محكوم أو موقوف) | قبض عليه/استسلم (في الحبس محكوم أو موقوف) | قبض عليه/استسلم (في الحبس محكوم أو موقوف) | قبض عليه/استسلم (في الحبس محكوم أو موقوف) | قبض عليه/استسلم (في الحبس محكوم أو موقوف) | قبض عليه/استسلم (في الحبس محكوم أو موقوف) | قبض عليه/استسلم (في الحبس محكوم أو موقوف) | قبض عليه/استسلم (في الحبس محكوم أو موقوف) | قبض عليه/استسلم (في الحبس محكوم أو موقوف) | قبض عليه/استسلم (في الحبس محكوم أو موقوف) | قبض عليه/استسلم (في الحبس محكوم أو موقوف) | قبض عليه/استسلم (في الحبس محكوم أو موقوف) | قبض عليه/استسلم (في الحبس محكوم أو موقوف) | قبض عليه/استسلم (في الحبس محكوم أو موقوف) | قبض عليه/استسلم (في الحبس محكوم أو موقوف) | قبض عليه/استسلم (في الحبس محكوم أو موقوف) | قبض عليه/استسلم (في الحبس محكوم أو موقوف) | قبض عليه/استسلم (في الحبس محكوم أو موقوف) | قبض عليه/استسلم (في الحبس محكوم أو موقوف) | قبض عليه/استسلم (في الحبس محكوم أو موقوف) | قبض عليه/استسلم (في الحبس محكوم أو موقوف) | قبض عليه/استسلم (في الحبس محكوم أو موقوف) | قبض عليه/استسلم (في الحبس محكوم أو موقوف) | قبض عليه/استسلم (في الحبس محكوم أو موقوف) | قبض عليه/استسلم (في الحبس محكوم أو موقوف) | قبض عليه/استسلم (في الحبس محكوم أو موقوف) | قبض عليه/استسلم (في الحبس محكوم أو موقوف) | قبض عليه/استسلم (في الحبس محكوم أو موقوف) | قبض عليه/استسلم (في الحبس محكوم أو موقوف) | قبض عليه/استسلم (في الحبس محكوم أو موقوف) | قبض عليه/استسلم (في الحبس محكوم أو موقوف) | قبض عليه/استسلم (في الحبس محكوم أو موقوف) | قبض عليه/استسلم (في الحبس محكوم أو موقوف) | قبض عليه/استسلم (في الحبس محكوم أو موقوف) | قبض عليه/استسلم (في الحبس محكوم أو موقوف) | قبض عليه/استسلم (في الحبس محكوم أو موقوف) | قبض عليه/استسلم، وأطلق سراحه بعد أن أتم حكمه | قبض عليه/استسلم، وأطلق سراحه بعد أن أتم حكمه | قبض عليه/استسلم، وأطلق سراحه بعد أن أتم حكمه | قبض عليه/استسلم، وأطلق سراحه بعد أن أتم حكمه | قبض عليه/استسلم، وأطلق سراحه بعد أن أتم حكمه | قبض عليه/استسلم، وأطلق سراحه بعد أن أتم حكمه | قبض عليه/استسلم، وأطلق سراحه بعد أن أتم حكمه | قبض عليه/استسلم، وأطلق سراحه بعد أن أتم حكمه | قبض عليه/استسلم، وأطلق سراحه بعد أن أتم حكمه | قبض عليه/استسلم، وأطلق سراحه بعد أن أتم حكمه | قبض عليه/استسلم، وأطلق سراحه بعد أن أتم حكمه | قبض عليه/استسلم، وأطلق سراحه بعد أن أتم حكمه | قبض عليه/استسلم، وأطلق سراحه بعد أن أتم حكمه | قبض عليه/استسلم، وأطلق سراحه بعد أن أتم حكمه | قبض عليه/استسلم، وأطلق سراحه بعد أن أتم حكمه | قبض عليه/استسلم، وأطلق سراحه بعد أن أتم حكمه | قبض عليه/استسلم، وأطلق سراحه بعد أن أتم حكمه | قبض عليه/استسلم، وأطلق سراحه بعد أن أتم حكمه | قبض عليه/استسلم، وأطلق سراحه بعد أن أتم حكمه | قبض عليه/استسلم، وأطلق سراحه بعد أن أتم حكمه | قبض عليه/استسلم، وأطلق سراحه بعد أن أتم حكمه | قبض عليه/استسلم، وأطلق سراحه بعد أن أتم حكمه | قبض عليه/استسلم، وأطلق سراحه بعد أن أتم حكمه | قبض عليه/استسلم، وأطلق سراحه بعد أن أتم حكمه | قبض عليه/استسلم، وأطلق سراحه بعد أن أتم حكمه | قبض عليه/استسلم، وأطلق سراحه بعد أن أتم حكمه | قبض عليه/استسلم، وأطلق سراحه بعد أن أتم حكمه | قبض عليه/استسلم، وأطلق سراحه بعد أن أتم حكمه | قبض عليه/استسلم، وأطلق سراحه بعد أن أتم حكمه | قبض عليه/استسلم، وأطلق سراحه بعد أن أتم حكمه | قبض عليه/استسلم، وأطلق سراحه بعد أن أتم حكمه | قبض عليه/استسلم، وأطلق سراحه بعد أن أتم حكمه | قبض عليه/استسلم، وأطلق سراحه بعد أن أتم حكمه | قبض عليه/استسلم، وأطلق سراحه بعد أن أتم حكمه | قبض عليه/استسلم، وأطلق سراحه بعد أن أتم حكمه | قبض عليه/استسلم، وأطلق سراحه بعد أن أتم حكمه | قبض عليه/استسلم، وأطلق سراحه بعد أن أتم حكمه | قبض عليه/استسلم، وأطلق سراحه بعد أن أتم حكمه | قبض عليه/استسلم، وأطلق سراحه بعد أن أتم حكمه | قبض عليه/استسلم، وأطلق سراحه بعد أن أتم حكمه | قبض عليه/استسلم، وأطلق سراحه بعد أن أتم حكمه | قبض عليه/استسلم، وأطلق سراحه بعد أن أتم حكمه | قبض عليه/استسلم، وأطلق سراحه بعد أن أتم حكمه | قبض عليه/استسلم، وأطلق سراحه بعد أن أتم حكمه | قبض عليه/استسلم، وأطلق سراحه بعد أن أتم حكمه | قبض عليه/استسلم، وأطلق سراحه بعد أن أتم حكمه | قبض عليه/استسلم، وأطلق سراحه بعد أن أتم حكمه | قبض عليه/استسلم، وأطلق سراحه بعد أن أتم حكمه | قبض عليه/استسلم، وأطلق سراحه بعد أن أتم حكمه | قبض عليه/استسلم، وأطلق سراحه بعد أن أتم حكمه | قبض عليه/استسلم، وأطلق سراحه بعد أن أتم حكمه | قبض عليه/استسلم، وأطلق سراحه بعد أن أتم حكمه | قبض عليه/استسلم، وأطلق سراحه بعد أن أتم حكمه | قبض عليه/استسلم، وأطلق سراحه بعد أن أتم حكمه | قبض عليه/استسلم، وأطلق سراحه بعد أن أتم حكمه | قبض عليه/استسلم، وأطلق سراحه بعد أن أتم حكمه | قبض عليه/استسلم، وأطلق سراحه بعد أن أتم حكمه | قبض عليه/استسلم، وأطلق سراحه بعد أن أتم حكمه | قبض عليه/استسلم، وأطلق سراحه بعد أن أتم حكمه | قبض عليه/استسلم، وأطلق سراحه بعد أن أتم حكمه | قبض عليه/استسلم، وأطلق سراحه بعد أن أتم حكمه | قبض عليه/استسلم، وأطلق سراحه بعد أن أتم حكمه | قبض عليه/استسلم، وأطلق سراحه بعد أن أتم حكمه | قبض عليه/استسلم، وأطلق سراحه بعد أن أتم حكمه | قبض عليه/استسلم، وأطلق سراحه بعد أن أتم حكمه | قبض عليه/استسلم، توفي في المعتقل | قبض عليه/استسلم، توفي في المعتقل | قبض عليه/استسلم، توفي في المعتقل | قبض عليه/استسلم، توفي في المعتقل | قبض عليه/استسلم، توفي في المعتقل | قبض عليه/استسلم، توفي في المعتقل | قبض عليه/استسلم، توفي في المعتقل | قبض عليه/استسلم، توفي في المعتقل | قبض عليه/استسلم، توفي في المعتقل | قبض عليه/استسلم، توفي في المعتقل | قبض عليه/استسلم، توفي في المعتقل | قبض عليه/استسلم، توفي في المعتقل | قبض عليه/استسلم، توفي في المعتقل | قبض عليه/استسلم، توفي في المعتقل | قبض عليه/استسلم، توفي في المعتقل | قبض عليه/استسلم، توفي في المعتقل | قبض عليه/استسلم، توفي في المعتقل | قبض عليه/استسلم، توفي في المعتقل | قبض عليه/استسلم، توفي في المعتقل | قبض عليه/استسلم، توفي في المعتقل | قبض عليه/استسلم، توفي في المعتقل | قبض عليه/استسلم، توفي في المعتقل | قبض عليه/استسلم، توفي في المعتقل | قبض عليه/استسلم، توفي في المعتقل | قبض عليه/استسلم، توفي في المعتقل | قبض عليه/استسلم، توفي في المعتقل | قبض عليه/استسلم، توفي في المعتقل | قبض عليه/استسلم، توفي في المعتقل | قبض عليه/استسلم، توفي في المعتقل | قبض عليه/استسلم، توفي في المعتقل | قبض عليه/استسلم، توفي في المعتقل | قبض عليه/استسلم، توفي في المعتقل | قبض عليه/استسلم، توفي في المعتقل | قبض عليه/استسلم، توفي في المعتقل | قبض عليه/استسلم، توفي في المعتقل | قبض عليه/استسلم، توفي في المعتقل | قبض عليه/استسلم، توفي في المعتقل | قبض عليه/استسلم، توفي في المعتقل | قبض عليه/استسلم، توفي في المعتقل | قبض عليه/استسلم، توفي في المعتقل | قبض عليه/استسلم، توفي في المعتقل | قبض عليه/استسلم، توفي في المعتقل | قبض عليه/استسلم، توفي في المعتقل | قبض عليه/استسلم، توفي في المعتقل | قبض عليه/استسلم، توفي في المعتقل | قبض عليه/استسلم، توفي في المعتقل | قبض عليه/استسلم، توفي في المعتقل | قبض عليه/استسلم، توفي في المعتقل | قبض عليه/استسلم، توفي في المعتقل | قبض عليه/استسلم، توفي في المعتقل | قبض عليه/استسلم، توفي في المعتقل | قبض عليه/استسلم، توفي في المعتقل | قبض عليه/استسلم، توفي في المعتقل | قبض عليه/استسلم، توفي في المعتقل | قبض عليه/استسلم، توفي في المعتقل | قبض عليه/استسلم، توفي في المعتقل | قبض عليه/استسلم، توفي في المعتقل | قبض عليه/استسلم، توفي في المعتقل | قبض عليه/استسلم، توفي في المعتقل | قبض عليه/استسلم، توفي في المعتقل | قبض عليه/استسلم، توفي في المعتقل | قبض عليه/استسلم، توفي في المعتقل | قبض عليه/استسلم، توفي في المعتقل | قبض عليه/استسلم، توفي في المعتقل | قبض عليه/استسلم، توفي في المعتقل | أطلق سراحه لعدم وجود تهمة أو بعد حكم براءة | أطلق سراحه لعدم وجود تهمة أو بعد حكم براءة | أطلق سراحه لعدم وجود تهمة أو بعد حكم براءة | أطلق سراحه لعدم وجود تهمة أو بعد حكم براءة | أطلق سراحه لعدم وجود تهمة أو بعد حكم براءة | أطلق سراحه لعدم وجود تهمة أو بعد حكم براءة | أطلق سراحه لعدم وجود تهمة أو بعد حكم براءة | أطلق سراحه لعدم وجود تهمة أو بعد حكم براءة | أطلق سراحه لعدم وجود تهمة أو بعد حكم براءة | أطلق سراحه لعدم وجود تهمة أو بعد حكم براءة | أطلق سراحه لعدم وجود تهمة أو بعد حكم براءة | أطلق سراحه لعدم وجود تهمة أو بعد حكم براءة | أطلق سراحه لعدم وجود تهمة أو بعد حكم براءة | أطلق سراحه لعدم وجود تهمة أو بعد حكم براءة | أطلق سراحه لعدم وجود تهمة أو بعد حكم براءة | أطلق سراحه لعدم وجود تهمة أو بعد حكم براءة | أطلق سراحه لعدم وجود تهمة أو بعد حكم براءة | أطلق سراحه لعدم وجود تهمة أو بعد حكم براءة | أطلق سراحه لعدم وجود تهمة أو بعد حكم براءة | أطلق سراحه لعدم وجود تهمة أو بعد حكم براءة | أطلق سراحه لعدم وجود تهمة أو بعد حكم براءة | أطلق سراحه لعدم وجود تهمة أو بعد حكم براءة | أطلق سراحه لعدم وجود تهمة أو بعد حكم براءة | أطلق سراحه لعدم وجود تهمة أو بعد حكم براءة | أطلق سراحه لعدم وجود تهمة أو بعد حكم براءة | أطلق سراحه لعدم وجود تهمة أو بعد حكم براءة | أطلق سراحه لعدم وجود تهمة أو بعد حكم براءة | أطلق سراحه لعدم وجود تهمة أو بعد حكم براءة | أطلق سراحه لعدم وجود تهمة أو بعد حكم براءة | أطلق سراحه لعدم وجود تهمة أو بعد حكم براءة | أطلق سراحه لعدم وجود تهمة أو بعد حكم براءة | أطلق سراحه لعدم وجود تهمة أو بعد حكم براءة | أطلق سراحه لعدم وجود تهمة أو بعد حكم براءة | أطلق سراحه لعدم وجود تهمة أو بعد حكم براءة | أطلق سراحه لعدم وجود تهمة أو بعد حكم براءة | أطلق سراحه لعدم وجود تهمة أو بعد حكم براءة | أطلق سراحه لعدم وجود تهمة أو بعد حكم براءة | أطلق سراحه لعدم وجود تهمة أو بعد حكم براءة | أطلق سراحه لعدم وجود تهمة أو بعد حكم براءة | أطلق سراحه لعدم وجود تهمة أو بعد حكم براءة | أطلق سراحه لعدم وجود تهمة أو بعد حكم براءة | أطلق سراحه لعدم وجود تهمة أو بعد حكم براءة | أطلق سراحه لعدم وجود تهمة أو بعد حكم براءة | أطلق سراحه لعدم وجود تهمة أو بعد حكم براءة | أطلق سراحه لعدم وجود تهمة أو بعد حكم براءة | أطلق سراحه لعدم وجود تهمة أو بعد حكم براءة | أطلق سراحه لعدم وجود تهمة أو بعد حكم براءة | أطلق سراحه لعدم وجود تهمة أو بعد حكم براءة | أطلق سراحه لعدم وجود تهمة أو بعد حكم براءة | أطلق سراحه لعدم وجود تهمة أو بعد حكم براءة | أطلق سراحه لعدم وجود تهمة أو بعد حكم براءة | أطلق سراحه لعدم وجود تهمة أو بعد حكم براءة | أطلق سراحه لعدم وجود تهمة أو بعد حكم براءة | أطلق سراحه لعدم وجود تهمة أو بعد حكم براءة | أطلق سراحه لعدم وجود تهمة أو بعد حكم براءة | أطلق سراحه لعدم وجود تهمة أو بعد حكم براءة | أطلق سراحه لعدم وجود تهمة أو بعد حكم براءة | أطلق سراحه لعدم وجود تهمة أو بعد حكم براءة | أطلق سراحه لعدم وجود تهمة أو بعد حكم براءة | أطلق سراحه لعدم وجود تهمة أو بعد حكم براءة | أطلق سراحه لعدم وجود تهمة أو بعد حكم براءة | أطلق سراحه لعدم وجود تهمة أو بعد حكم براءة | أطلق سراحه لعدم وجود تهمة أو بعد حكم براءة | أطلق سراحه لعدم وجود تهمة أو بعد حكم براءة | أطلق سراحه لعدم وجود تهمة أو بعد حكم براءة | قتل/حكم عليه بالإعدام | قتل/حكم عليه بالإعدام | قتل/حكم عليه بالإعدام | قتل/حكم عليه بالإعدام | قتل/حكم عليه بالإعدام | قتل/حكم عليه بالإعدام | قتل/حكم عليه بالإعدام | قتل/حكم عليه بالإعدام | قتل/حكم عليه بالإعدام | قتل/حكم عليه بالإعدام | قتل/حكم عليه بالإعدام | قتل/حكم عليه بالإعدام | قتل/حكم عليه بالإعدام | قتل/حكم عليه بالإعدام | قتل/حكم عليه بالإعدام | قتل/حكم عليه بالإعدام | قتل/حكم عليه بالإعدام | قتل/حكم عليه بالإعدام | قتل/حكم عليه بالإعدام | قتل/حكم عليه بالإعدام | قتل/حكم عليه بالإعدام | قتل/حكم عليه بالإعدام | قتل/حكم عليه بالإعدام | قتل/حكم عليه بالإعدام | قتل/حكم عليه بالإعدام | قتل/حكم عليه بالإعدام | قتل/حكم عليه بالإعدام | قتل/حكم عليه بالإعدام | قتل/حكم عليه بالإعدام | قتل/حكم عليه بالإعدام | قتل/حكم عليه بالإعدام | قتل/حكم عليه بالإعدام | قتل/حكم عليه بالإعدام | قتل/حكم عليه بالإعدام | قتل/حكم عليه بالإعدام | قتل/حكم عليه بالإعدام | قتل/حكم عليه بالإعدام | قتل/حكم عليه بالإعدام | قتل/حكم عليه بالإعدام | قتل/حكم عليه بالإعدام | قتل/حكم عليه بالإعدام | قتل/حكم عليه بالإعدام | قتل/حكم عليه بالإعدام | قتل/حكم عليه بالإعدام | قتل/حكم عليه بالإعدام | قتل/حكم عليه بالإعدام | قتل/حكم عليه بالإعدام | قتل/حكم عليه بالإعدام | قتل/حكم عليه بالإعدام | قتل/حكم عليه بالإعدام | قتل/حكم عليه بالإعدام | قتل/حكم عليه بالإعدام | قتل/حكم عليه بالإعدام | قتل/حكم عليه بالإعدام | قتل/حكم عليه بالإعدام | قتل/حكم عليه بالإعدام | قتل/حكم عليه بالإعدام | قتل/حكم عليه بالإعدام | قتل/حكم عليه بالإعدام | قتل/حكم عليه بالإعدام | قتل/حكم عليه بالإعدام | قتل/حكم عليه بالإعدام | قتل/حكم عليه بالإعدام | قتل/حكم عليه بالإعدام | قتل/حكم عليه بالإعدام | فار/لم يقبض عليه | فار/لم يقبض عليه | فار/لم يقبض عليه | فار/لم يقبض عليه | فار/لم يقبض عليه | فار/لم يقبض عليه | فار/لم يقبض عليه | فار/لم يقبض عليه | فار/لم يقبض عليه | فار/لم يقبض عليه | فار/لم يقبض عليه | فار/لم يقبض عليه | فار/لم يقبض عليه | فار/لم يقبض عليه | فار/لم يقبض عليه | فار/لم يقبض عليه | فار/لم يقبض عليه | فار/لم يقبض عليه | فار/لم يقبض عليه | فار/لم يقبض عليه | فار/لم يقبض عليه | فار/لم يقبض عليه | فار/لم يقبض عليه | فار/لم يقبض عليه | فار/لم يقبض عليه | فار/لم يقبض عليه | فار/لم يقبض عليه | فار/لم يقبض عليه | فار/لم يقبض عليه | فار/لم يقبض عليه | فار/لم يقبض عليه | فار/لم يقبض عليه | فار/لم يقبض عليه | فار/لم يقبض عليه | فار/لم يقبض عليه | فار/لم يقبض عليه | فار/لم يقبض عليه | فار/لم يقبض عليه | فار/لم يقبض عليه | فار/لم يقبض عليه | فار/لم يقبض عليه | فار/لم يقبض عليه | فار/لم يقبض عليه | فار/لم يقبض عليه | فار/لم يقبض عليه | فار/لم يقبض عليه | فار/لم يقبض عليه | فار/لم يقبض عليه | فار/لم يقبض عليه | فار/لم يقبض عليه | فار/لم يقبض عليه | فار/لم يقبض عليه | فار/لم يقبض عليه | فار/لم يقبض عليه | فار/لم يقبض عليه | فار/لم يقبض عليه | فار/لم يقبض عليه | فار/لم يقبض عليه | فار/لم يقبض عليه | فار/لم يقبض عليه | فار/لم يقبض عليه | فار/لم يقبض عليه | فار/لم يقبض عليه | فار/لم يقبض عليه | فار/لم يقبض عليه | مجهول المصير | مجهول المصير | مجهول المصير | مجهول المصير | مجهول المصير | مجهول المصير | مجهول المصير | مجهول المصير | مجهول المصير | مجهول المصير | مجهول المصير | مجهول المصير | مجهول المصير | مجهول المصير | مجهول المصير | مجهول المصير | مجهول المصير | مجهول المصير | مجهول المصير | مجهول المصير | مجهول المصير | مجهول المصير | مجهول المصير | مجهول المصير | مجهول المصير | مجهول المصير | مجهول المصير | مجهول المصير | مجهول المصير | مجهول المصير | مجهول المصير | مجهول المصير | مجهول المصير | مجهول المصير | مجهول المصير | مجهول المصير | مجهول المصير | مجهول المصير | مجهول المصير | مجهول المصير | مجهول المصير | مجهول المصير | مجهول المصير | مجهول المصير | مجهول المصير | مجهول المصير | مجهول المصير | مجهول المصير | مجهول المصير | مجهول المصير | مجهول المصير | مجهول المصير | مجهول المصير | مجهول المصير | مجهول المصير | مجهول المصير | مجهول المصير | مجهول المصير | مجهول المصير | مجهول المصير | مجهول المصير | مجهول المصير | مجهول المصير | مجهول المصير | مجهول المصير | لم يقبض عليه، وتوفي في ظروف غير معلومة | لم يقبض عليه، وتوفي في ظروف غير معلومة | لم يقبض عليه، وتوفي في ظروف غير معلومة | لم يقبض عليه، وتوفي في ظروف غير معلومة | لم يقبض عليه، وتوفي في ظروف غير معلومة | لم يقبض عليه، وتوفي في ظروف غير معلومة | لم يقبض عليه، وتوفي في ظروف غير معلومة | لم يقبض عليه، وتوفي في ظروف غير معلومة | لم يقبض عليه، وتوفي في ظروف غير معلومة | لم يقبض عليه، وتوفي في ظروف غير معلومة | لم يقبض عليه، وتوفي في ظروف غير معلومة | لم يقبض عليه، وتوفي في ظروف غير معلومة | لم يقبض عليه، وتوفي في ظروف غير معلومة | لم يقبض عليه، وتوفي في ظروف غير معلومة | لم يقبض عليه، وتوفي في ظروف غير معلومة | لم يقبض عليه، وتوفي في ظروف غير معلومة | لم يقبض عليه، وتوفي في ظروف غير معلومة | لم يقبض عليه، وتوفي في ظروف غير معلومة | لم يقبض عليه، وتوفي في ظروف غير معلومة | لم يقبض عليه، وتوفي في ظروف غير معلومة | لم يقبض عليه، وتوفي في ظروف غير معلومة | لم يقبض عليه، وتوفي في ظروف غير معلومة | لم يقبض عليه، وتوفي في ظروف غير معلومة | لم يقبض عليه، وتوفي في ظروف غير معلومة | لم يقبض عليه، وتوفي في ظروف غير معلومة | لم يقبض عليه، وتوفي في ظروف غير معلومة | لم يقبض عليه، وتوفي في ظروف غير معلومة | لم يقبض عليه، وتوفي في ظروف غير معلومة | لم يقبض عليه، وتوفي في ظروف غير معلومة | لم يقبض عليه، وتوفي في ظروف غير معلومة | لم يقبض عليه، وتوفي في ظروف غير معلومة | لم يقبض عليه، وتوفي في ظروف غير معلومة | لم يقبض عليه، وتوفي في ظروف غير معلومة | لم يقبض عليه، وتوفي في ظروف غير معلومة | لم يقبض عليه، وتوفي في ظروف غير معلومة | لم يقبض عليه، وتوفي في ظروف غير معلومة | لم يقبض عليه، وتوفي في ظروف غير معلومة | لم يقبض عليه، وتوفي في ظروف غير معلومة | لم يقبض عليه، وتوفي في ظروف غير معلومة | لم يقبض عليه، وتوفي في ظروف غير معلومة | لم يقبض عليه، وتوفي في ظروف غير معلومة | لم يقبض عليه، وتوفي في ظروف غير معلومة | لم يقبض عليه، وتوفي في ظروف غير معلومة | لم يقبض عليه، وتوفي في ظروف غير معلومة | لم يقبض عليه، وتوفي في ظروف غير معلومة | لم يقبض عليه، وتوفي في ظروف غير معلومة | لم يقبض عليه، وتوفي في ظروف غير معلومة | لم يقبض عليه، وتوفي في ظروف غير معلومة | لم يقبض عليه، وتوفي في ظروف غير معلومة | لم يقبض عليه، وتوفي في ظروف غير معلومة | لم يقبض عليه، وتوفي في ظروف غير معلومة | لم يقبض عليه، وتوفي في ظروف غير معلومة | لم يقبض عليه، وتوفي في ظروف غير معلومة | لم يقبض عليه، وتوفي في ظروف غير معلومة | لم يقبض عليه، وتوفي في ظروف غير معلومة | لم يقبض عليه، وتوفي في ظروف غير معلومة | لم يقبض عليه، وتوفي في ظروف غير معلومة | لم يقبض عليه، وتوفي في ظروف غير معلومة | لم يقبض عليه، وتوفي في ظروف غير معلومة | لم يقبض عليه، وتوفي في ظروف غير معلومة | لم يقبض عليه، وتوفي في ظروف غير معلومة | لم يقبض عليه، وتوفي في ظروف غير معلومة | لم يقبض عليه، وتوفي في ظروف غير معلومة | لم يقبض عليه، وتوفي في ظروف غير معلومة | لم يقبض عليه، وتوفي في ظروف غير معلومة |

- الاسم بخط عريض: الأحياء أو من يعتقد أنهم على قيد الحياة

| الترتيب | ورقة اللعب      | الاسم                              | الصورة | تاريخ الاعتقال                                                                                   | ملاحظات |
| ------- | --------------- | ---------------------------------- | ------ | ------------------------------------------------------------------------------------------------ | --- |
| 1.      | اس البستون ♠    | صدام حسين                          |        | 13 كانون الأول/ديسمبر 2003                                                                       | حكم عليه بالإعدام في 5 تشرين الثاني/ نوفمبر، 2006 أعدم في 30 كانون الأول/ديسمبر 2006 |
| 2.      | أس السباتي ♣    | قصي صدام حسين                      |        |                                                                                                  | قتل في 22 يوليو/تموز، 2003 |
| 3.      | آس ♥            | عدي صدام حسين                      |        |                                                                                                  | قتل في 22 يوليو/تموز، 2003 |
| 4.      | آس ♦            | عبد الحميد محمود التكريتي          |        | 16 حزيران/يونيو 2003                                                                             | حكم عليه في 26 أكتوبر/تشرين الأول، 2010 بالإعدام في قضية تصفية الأحزاب الدينية. أعدم في 7 حزيران/يونيو 2012 |
| 5.      | ملك البستوني ♠  | علي حسن المجيد                     |        | ألقي القبض عليه في 21 آب/أغسطس 2003                                                              | حكم عليه بالإعدام في يوم 24 حزيران/يونيو 2007 حكم عليه بالإعدام للمرة الثانية في 2 كانون الأول/ديسمبر 2008 حكم عليه بالسجن لمدة 15 عاماً في 2 أذار/مارس 2009 حكم عليه بالإعدام للمرة الثالثة في 17 كانون الثاني/يناير 2010 أعدم في 25 كانون الثاني/يناير 2010 |
| 6.      | ملك السباتي ♣   | عزة الدوري                         |        |                                                                                                  | رصدت الحكومة الأمريكية مكافأة قدرها عشرة ملايين دولار لمن يدلي بمعلومات تساعد في القبض عليه. أعلن حزب البعث عن وفاته في 11 نوفمبر/تشرين الثاني عام 2005. في عام 2007 صرح رئيس جمهورية العراق الراحل جلال طالباني تصريحات جدلية بأن لديه معلومات تشير إلى أن عزة الدوري في اليمن إلا أن حزب البعث نفى ذلك ووزير خارجية اليمن ذلك. في عام 2008، قال مستشار الأمن القومي العراقي، موفق الربيعي، بأننا نعلم أن عزة الدوري في سوريا ولكن سوريا تَنكر ذلك. في نيسان/أبريل 2008، أعلنت قناة تلفزيونية عن القاء القبض على عزة الدوري شمال البلاد وجلبه إلى بغداد للتأكد من شخصيته. خرج عزة الدوري في شريط صوتي جديد في سبتمبر 2008. في يوليو 2009 كشفت خادمة كانت تعمل لدى عزة الدوري أنه يعيش في سوريا مع عائلته. في آذار/مارس 2003 كشف مصدر استخباراتي أن عزة الدوري يتواجد في محافظة ديالى. في شباط/فبراير 2012 قال موقع كُردي أن عزة الدوري قد توفى في العراق. وفي أبريل/نيسان من عام 2012 ظهر عزة الدوري في خِطاب ويثبت أنه على قيد الحياة. وأجرت القوات العراقية في أبريل/نيسان 2013 عمليات تمشيط في منطقة محافظة صلاح الدين بحثاً عنه، وقد طوقت قضاء الدور بعد ورود معلومات استخبارية تفيد باحتمال وجوده هناك، وقد فرضت حظر تجوال في المَنطقة. في 17 أبريل/نيسان، 2015 أعلن التلفزيون العراقي الرسمي عن مقتل عزة الدوري، في عملية أمنية بمنطقة حمرين جنوب شرق محافظة صلاح الدين، بمواجهات القوات الأمنية والحشد الشعبي مع مسلحين في منطقة حمرين، بالقرب من حقول علاس. وأعلنت محافظة صلاح الدين مقتله وبعد شهر أذيع تسجيل منصوب إليه، رداً على مزاعم مقتله. وأرادت الحكومة العراقية عمل فحوص دي أن أن أي له، ونشرت وسائل إعلام إيرانية صورة يظهر فيها لواء إيران من قادة الحرس الثوري، يقف على رأس جثة تعود لعزة الدوري، ويقال أنه رئيس لجنة مفقودي الحرب العراقية الإيرانية وله خبرة في الكشف عن أجساد قتلى الحرب. وقالت كتائب حزب الله بأن الجثة تعود لعزة لدوري، وهذا نتائج الكشف عن الحمض النووي، إلا أن مصادر طبية عراقية، قالت أن هذه الجثة لا تعود عليه، وذكرت مصادر أن الفحوصات هذه جاءت مطابقة لجثة شخص عراقي اسمه شعلان البقاري، يشبه الدوري. وقد نفى حزب البعث خبر مقتله، وذكرت مصادر أن الجثة سلمت إلى السفارة الأمريكية للتأكد من هويته. وذكرت مصادر أن الجثة تعود لراعي أغنام وقد طالبت عشيرته به ظهر عزة الدوري في تسجيل فيديو في أبريل/نيسان 2016. |
| 7.      | ملك ♥           | هاني عبد اللطيف طلفاح التكريتي     |        | اعتقل في 20 حزيران/يونيو 2004                                                                    | أصدرت المحكمة الجنائية العراقية حكماً ببرائته في قضية الانتفاضة الشعبانية لعدم كفاية الأدلة المقدمة ضده. في نيسان/أبريل 2017، أصدر البرلمان العراقي قانوناً بحجز ومصادرة أموال صدام حسين وأقربائه والعشرات من قادة النظام السابق. |
| 8.      | ملك ♦           | عزيز صالح النومان                  |        | ألقي القبض عليه في 22 أيار/مايو 2003                                                             | حكم عليه بالإعدام 2 أذار/مارس 2009 بقضية انتفاضة عام 1999، وإجرائه جرائم ضد الإنسانية، وحكمت حكماً ثانياً بالسجن سبع سنوات لإجراء تهجير قسري للسكان. وفي 2 آب/أغسطس، 2018، اتهمته المحكمة الجنائية العليا بقضية تجفيف الأهوار. حكمت المحكمة عليه بالإعدام بعدما أدانتهم المحكمة بارتكاب جريمة القتل كجريمة ضد الانسانية. اسمه مشمول بقانون مصادرة الأموال المنقولة وغير المنقولة إلى أركان النظام السابق. |
| 9.      | ملكة البستوني ♠ | محمد حمزة الزبيدي                  |        | ألقي القبض عليه في 20 نيسان/أبريل 2003                                                           | توفي في الحبس في 2 ديسمبر/كانون الأول 2005. |
| 10.     | ملكة السباتي ♣  | كمال مصطفى عبد الله سلطان التكريتي |        | ألقي القبض عليه في 17 أيار/مايو 2003.                                                            | بدأت محاكمته في قضية قمع الانتفاضة الشعبانية عام 1991، في 21 أيلول/تموز، 2007، وأصدرت أحكامها على المتهمين الخمسة عشر فيها في كانون الأول/يناير 2009، وحكمت عليه بالإعدام في عام 2011. |
| 11.     | ملكة ♥          | برزان عبد الغفور التكريتي          |        | ألقي القبض عليه في 23 تموز/يوليو 2003                                                            | حكم بالسجن لمدة 17 عاما، وقد أفرجت عنه السلطات العراقية في يوم 29 حزيران 2020 بعد إكمال محكوميته. |
| 12.     | ملكة ♦          | مزاحم صعب حسن التكريتي             |        | ألقي القبض عليه في 23 نيسان/أبريل 2003.                                                          | أفرج عنه في نيسان/أبريل 2012. |
| 13.     | أمير ♠          | أبراهيم أحمد عبد الستار محمد       |        | ألقي القبض عليه في 15 أيار/مايو 2003.                                                            | حكم عليه بالسجن مدى الحياة لقمعه الانتفاضة الشعبانية وتصفيته للأحزاب الإسلامية. توفي في السجن بسبب مرض السرطان في 28 ديسمبر/تشرين الأول 2010. |
| 14.     | أمير ♣          | سيف الدين الراوي                   |        |                                                                                                  | نشرت مصادر أن عدي صدام حسين وصدام حسين قد أعدماه قبل دخول القوات الأمريكية لبغداد بتهمة الخيانة. وهنالك جريدة بريطانية قالت أنه قد زيف له جنازة زائفة لكي يختبئ في الصحراء. وبعض المصادر تقول أنه ما زال فاراً. |
| 15.     | أمير ♥          | رافع عبد اللطيف طلفاح              |        |                                                                                                  | فار |
| 16.     | أمير ♦          | طاهر جليل حبوش                     |        |                                                                                                  | ذكرت مصادر أن صدام حسين قد أمر بإعدامه لأنه شك بخيانته له، وأن أمريكا قد أخرجته من بغداد قبل دخولها إليها مع مسؤولين أخرين لتعاونهم مع الولايات المتحدة. |
| 17.     | عشرة ♠          | حامد رجا شلاح                      |        | ألقي القبض عليه في 14 حزيران/يونيو 2003.                                                         | بحثت القوات الأمريكية في عام 2007 إطلاق سراحه. |
| 18.     | عشرة ♣          | لطيف نصيف جاسم                     |        | ألقي القبض عليه في 9 حزيران/يونيو 2003                                                           | حكم عليه بالسجن مدى الحياة في عام 2009 في قضية أحداث صلاة الجمعة. توفي في سجنه ببغداد في 30 آب 2021 على أثر جلطة قلبية. |
| 19.     | عشرة ♥          | عبد التواب الملا حويش              |        | ألقي القبض عليه في 2 أيار/مايو 2003                                                              | أفرج عنه في عام 2006. |
| 20.     | عشرة ♦          | طه ياسين رمضان                     |        | 20 آب/أغسطس 2003                                                                                 | حكم عليه بالسجن مدى الحياة في 5 نوفمبر/تشرين الثاني، عام 2006. ولكن دائرة التمييز في المحكمة الجنائية العليا رفضت التصديق على عقوبة السجن المؤبد وطالبت بتشديدها لتصبح الإعدم، وأصدرت المحكمة الجنائية العليا بتشديد العقوبة إلى الأعدام ضده. اعدم في 20 مارس/اذار، عام 2007. |
| 21.     | تسعة ♠          | روكان رزوقي عبد الغفور             |        |                                                                                                  | قتل في عام 2003 تمت إزالته من قائمة مكافآت وزارة الخارجية الأمريكية في عام 2010. |
| 22.     | تسعة ♣          | جمال مصطفى السلطان                 |        | 20 نيسان/أبريل 2003                                                                              | أطلق سراحه في 30 حزيران 2020 من سجن الحوت في مدينة الناصرية. |
| 23.     | تسعة ♥          | مزبان خضر هادي                     |        | ألقي القبض عليه في 1 مايو/أيار، وأعلنت القوات الأمريكية لاحقاً أنه قبض عليه في 9 تموز/يوليو 2003. | حكم عليه بالإعدام في عام 2010 في قضية تجفيف الأهوار وفي قضية قتل وتهجير الكرد الفيليين. توفي في سجن الحوت في الناصرية يوم السبت 16 أيار 2020. |
| 24.     | تسعة ♦          | طه محيي الدين معروف                |        | ألقي القبض عليه في 2 أيار/مايو 2003                                                              | توفي بسبب مرض السرطان في 9 آب/أغسطس 2009 |
| 25.     | ثمانية ♠        | طارق عزيز                          |        | استسلم في 25 نيسان/أبريل 2003                                                                    | حكم عليه بالإعدام في 26 تشرين الأول 2010 وتوفي بسبب نوبة قلبية في 5 حزيران/يونيو 2015. ودفن في الأردن. |
| 26.     | ثمانية ♣        | وليد حامد توفيق                    |        | استسلم في 29 نيسان/أبريل 2003                                                                    | احيل إلى المحكمة الجنايات العليا بقضية الانتفاضة الشعبانية وحكم عليه بالسجن لمدة 15 عام. أطلق سراحه بتاريخ 25 حزيران 2020. |
| 27.     | ثمانية ♥        | سلطان هاشم أحمد                    |        | استسلم في 19 أيلول/تموز 2003                                                                     | حكم عليه بالإعدام 24 حزيران/يونيو 2007 دخل إلى المستشفى في بغداد في عام 2018 بسبب تدهور حالته الصحية. توفي في 19 تموز 2020. |
| 28.     | ثمانية ♦        | حكمت إبراهيم العزاوي               |        | ألقي القبض عليه في 18 نيسان/أبريل 2003                                                           | توفي بسبب مرض السرطان في 27 كانون الثاني/يناير 2012 |
| 29.     | سبعة ♠          | محمود ذياب الأحمد                  |        | استسلم في 8 آب/أغسطس 2003                                                                        | أفرج عنه في تموز/يوليو 2012 كشفت وسائل إعلام عراقية أن محمود ذياب الأحمد يعمل مهندساً مدنياً في السودان. |
| 30.     | سبعة ♣          | إياد فتيح الراوي                   |        | ألقي القبض عليه في 4 حزيران/يونيو 2003                                                           | حكم عليه بالسجن مدى الحياة في عام 2008. توفي في يوم 18 أيار/مايو، 2018 |
| 31.     | سبعة ♥          | زهير طالب النقيب                   |        | ألقي القبض عليه في 23 نيسان/أبريل 2003                                                           | أُصيب في عام 2006 بالعمى. |
| 32.     | سبعة ♦          | عامر حمودي حسن السعدي              |        | استسلم في 12 نيسان/أبريل 2003                                                                    | أفرج عنه لاحقا وغادر العراق. يقيم حاليا في قطر. |
| 33.     | ستة ♠           | عامر محمد رشيد                     |        | ألقي القبض عليه في 28 نيسان/أبريل 2003                                                           | أفرج عنه في أبريل/نيسان 2012 |
| 34.     | ستة ♣           | حسام محمد أمين                     |        | ألقي القبض عليه في 27 نيسان/أبريل 2003                                                           | أطلق سراحه في 18 ديسمبر/كانون الأول، 2005. توفي في الإمارات العربية المتحدة يوم 8 يوليو 2021. |
| 35.     | ستة ♥           | محمد مهدي صالح                     |        | ألقي القبض عليه في 23 نيسان/أبريل 2003                                                           | أفرج عنه في مارس/أذار 2012 |
| 36.     | ستة ♦           | سبعاوي إبراهيم التكريتي            |        | ألقي القبض عليه في 27 شباط/فبراير 2005                                                           | حكم عليه بالإعدام في 11 أذار/مارس 2009 توفي بسبب مرض السرطان في 8 تموز/يوليو 2013 |
| 37.     | خمسة ♠          | وطبان إبراهيم التكريتي             |        | ألقي القبض عليه في 13 نيسان/أبريل 2003                                                           | حكم عليه بالإعدام 11 أذار/مارس 2009 توفي في 13 آب/أغسطس 2015 |
| 38.     | خمسة ♣          | برزان إبراهيم الحسن                |        | ألقي القبض عليه في 16 نيسان/أبريل 2003                                                           | حكم عليه في 5 نوفمبر/تشرين الثاني، 2006، بالإعدام شنقاً حتى الموت. أعدم في 15 كانون الثاني/يناير 2007 |
| 39.     | خمسة ♥          | هدى صالح مهدي عماش                 |        | ألقي القبض عليها في 9 أيار/مايو 2003                                                             | أفرج عنها في 18 كانون الأول/ديسمبر 2005 تقيم حاليا في عمان، الأردن |
| 40.     | خمسة ♦          | عبد الباقي السعدون                 |        | ألقي القبض عليه في 25 حزيران/يونيو 2015                                                          | حكم عليه بالاعدام في 10 كانون الثاني/يناير 2016 توفي في محبسه يوم 14 ديسمبر 2021. |
| 41.     | أربعة ♠         | محمد زمام عبد الرزاق               |        | ألقي القبض عليه في 15 شباط/فبراير 2004                                                           | حكم عليه في يوم 9 أبريل/نيسان، 2009، بالسجن مدى الحياة لأنه كان متورطاً في التطهير العرقي ضد الأكراد وأقليات أخرى. |
| 42.     | أربعة ♣         | سمير عبد العزيز النجم              |        | ألقي القبض عليه في 17 نيسان/أبريل 2003                                                           | في 24 ديسمبر/كانون الأول، 2008، بدأت محاكمته بتهمة تصفية الأحزاب الدينية مع 24 مسؤولاً أخر، وحكم عليه في 26 أكتوبر/تشرين الأول، 2010، بالسجن مدى الحياة لضلوعة في تصفية الأحزاب الدينية. |
| 43.     | أربعة ♥         | همام عبد الخالق عبد الغفور         |        | ألقي القبض عليه في 19 نيسان/أبريل 2003                                                           | أفرج عنه في 18 كانون الأول/ديسمبر 2005 |
| 44.     | أربعة ♦         | يحيى عبد الله العبودي              |        |                                                                                                  | قتل في عام 2003. |
| 45.     |                 | نايف شنداخ ثامر                    |        |                                                                                                  | قتل في عام 2003. |
| 46.     | ثلاثة ♣         | سيف الدين محمود المشهداني          |        | ألقي القبض عليه في 24 أيار/مايو 2003                                                             | أفرج عنه في 2 شباط/فبراير 2013. قال محافظ نينوى أثيل النجيفي، أن داعش قد أعتقل سيف الدين محمود المشهداني. وقالت بعض المصادر أن داعش أعدمه، إلا أن الناطق باسم حزب البعث نفا هذه الأنباء. |
| 47.     | ثلاثة ♥         | فاضل محمود غريب                    |        | ألقي القبض عليه في 15 أيار/مايو 2003                                                             | أفرج عنه في 18 كانون الأول/ديسمبر 2005 |
| 48.     | ثلاثة ♦         | محسن خضر الخفاجي                   |        | ألقي القبض عليه في 7 شباط/فبراير 2004                                                            | توفى في تموز/يوليو عام 2017. |
| 49.     | أثنان ♠         | رشيد طعان كاظم                     |        | 9 تموز/يوليو 2006                                                                                | رصدت له الحكومة العراقية مكافأة قدرها مليون دولار لمن يدلي بمعلومات تؤدي إلى القاء القبض عليه. اعتقل في 9 تموز/يوليو، 2006، إلا أن البي بي سي صنفته فاراً أو هارباً. |
| 50.     | أثنان ♣         | عقلة صقر الكبيسي                   |        | ألقي القبض عليه في 20 أيار/مايو 2003                                                             | أطلق سراحه في نيسان 2012. |
| 51.     | أثنان ♥         | غازي حمود                          |        | ألقي القبض عليه في 7 أيار/مايو 2003                                                              | نشرت مصادر عن أنه أفرج عنه في نيسان/أبريل 2005 في زمن حكومة إياد علاوي إلآ أن وزير الدولة لشؤون الأمن الوطني قد نفى ذلك، إلا أن هنالك مواطنين من منطقة زيونة في بغداد التي يسكن فيها غازي حمود قد أكدوا أنه جاء إلى منزله، لكن المتحدث باسم حكومة إبراهيم الجعفري أعلن أنه يسعى لاعادة اعتقاله وقد أصدرت مذكرة اعتقال بحقه بعد أن أفرج عنه في حكومة إياد علاوي. توفي بسبب مرض السرطان في نيسان/أبريل 2007 |
| 52.     | أثنان ♦         | عادل عبد الله مهدي الدوري التكريتي |        | ألقي القبض عليه في 15 أيار/مايو 2003                                                             | توفي في 22 مارس/آذار، 2004. |
| 53.     |                 | قائد حسين العوادي                  |        | ألقي القبض عليه في 9 حزيران/يونيو 2003                                                           | |
| 54.     | أربعة ♥         | خميس سرحان بشير المحمدي            |        | ألقي القبض عليه في 11 كانون الثاني/ديسمبر 2004                                                   | أعلن حزب البعث في نيسان/أبريل 2004 عن طرده من الحزب. أعتقدت القوات الولايات المتحدة الأمريكية عن أنه مدير هجمات فندق الرشيد وإسقاط طائرة أمريكية من طراز شينوك قرب مدينة الفلوجة. أطلق سراحه في آب/4 أغسطس، 2010 بعد تبرئته من التهم التي وجهت إليه في قضية تجفيف الأهوار. توفى في كانون الثاني/يناير 2013. |
| 55.     | ثلاثة ♠         | سعد عبد المجيد الفيصل              |        | ألقي القبض عليه في 24 أيار/مايو 2003                                                             | أفرج عنه في 18 ديسمبر/كانون الأول 2005 |

## وصلات خارجية
- قائمة المطلوبين العراقيين على السي أن أن